# Zsofia Rácz
Zsófia Rácz (Győr, 28 december 1988) is een Hongaars voetbalspeelster.

## Statistieken
| Seizoen | Club         | Land      | Competitie | Wedstrijden | Doelpunten |
| ------- | ------------ | --------- | ---------- | ----------- | ---------- |
| 2012/13 | Lübars       | Duitsland | 2. FRB     | 8           | 0          |
| 2013/14 | Lübars       | Duitsland | 2. FRB     | 21          | 4          |
| 2014/15 | Lübars       | Duitsland | 2. FRB     | 22          | 5          |
| 2015/16 | Lübars       | Duitsland | 2. FRB     | 11          | 7          |
| 2015/16 | MSV Duisburg | Duitsland | 2. FRB     | 12          | 4          |
| 2016/17 | MSV Duisburg | Duitsland | FRB        | 22          | 0          |
| 2017/18 | PSV          | Nederland | Eredivisie | 20          | 1          |
| Totaal  | Totaal       | Totaal    | Totaal     | 116         | 21         |

Laatste update: september 2020

## Interlands
Sinds 2007 komt Rácz uit voor het Hongaars vrouwenvoetbalelftal.